# Boris a Gleb

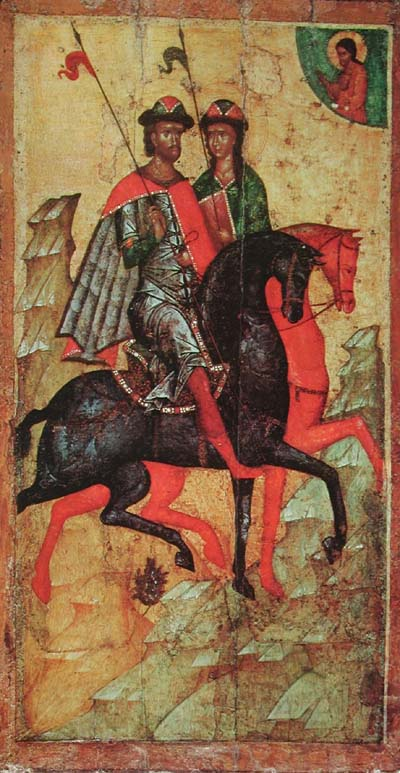
Ikona sv. Borise a Gleba, 14. století

Svatí Boris a Gleb (při křtu Roman a David, zabiti v roce 1015) byla ruská knížata, synové kyjevského knížete Vladimíra I. Svjatoslaviče. V bratrovražedném boji, vzplanuvším roku 1015 po smrti jejich otce, byli zabiti na příkaz svého staršího bratra Svjatopolka I., který se zmocnil vlády. 

## Světci

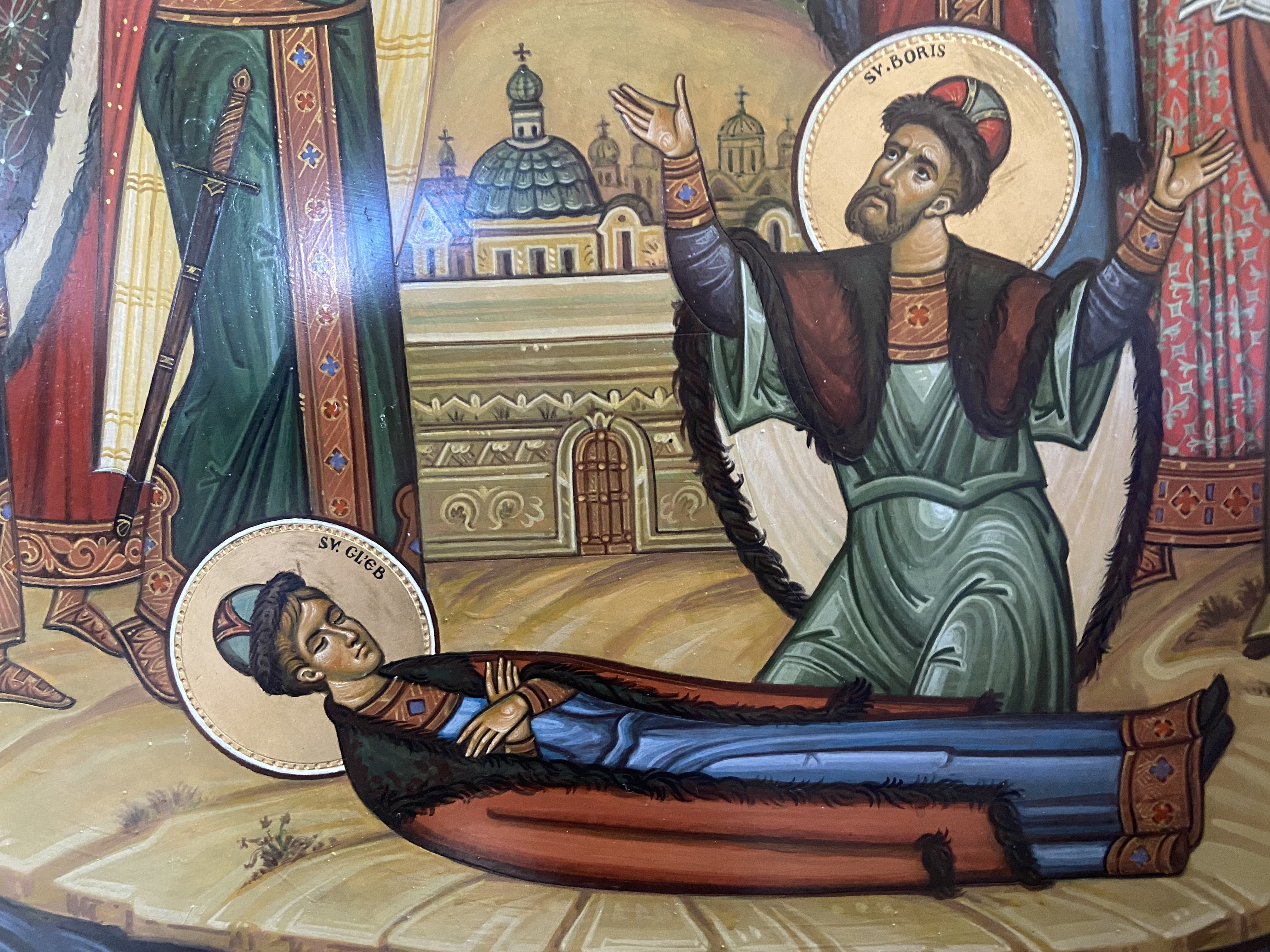
Ikona sv. Borise a Gleba, chrám sv. Josefa, Roudnice nad Labem

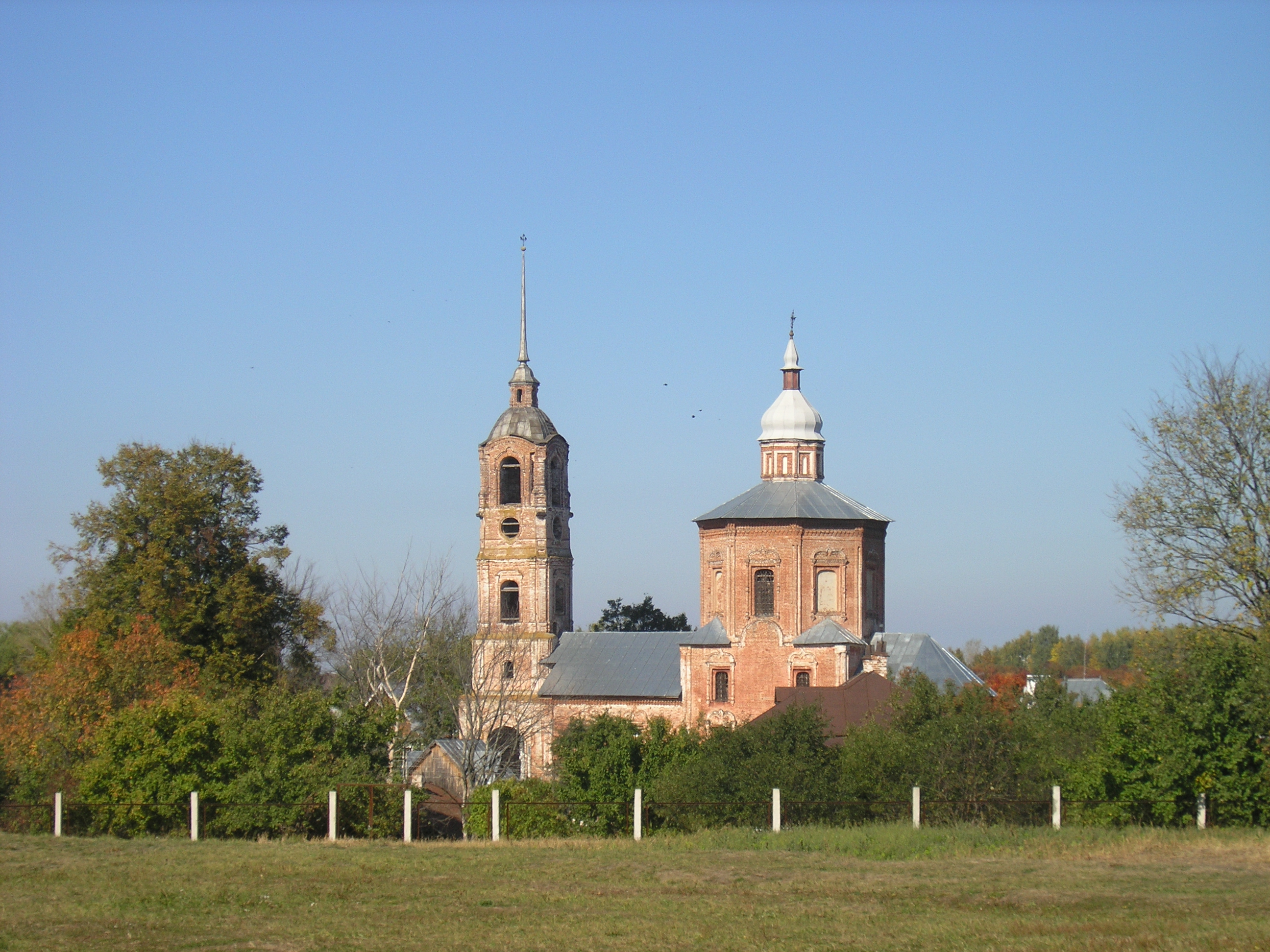
Kostel sv. Borise a Gleba v Suzdalu

Boris a Gleb začali být již v polovině 11. století uctíváni v panovnické rodině jako strastotěrpci – mučedníci. K jejich svatořečení došlo roku 1072 u příležitosti přenesení ostatků do nově postaveného chrámu ve Vyšgorodě, který jim byl zasvěcen. Stali se prvními ruskými svatými, patrony ruských zemí a nebeskými pomocníky ruských panovníků.
Části ostatků byly přeneseny do Sázavského kláštera v Českém knížectví a v roce 1095, spolu s ostatky dalších světců, vloženy do pravého bočního oltáře klášterního kostela sv. Kříže.